# Žarko Domljan
Žarko Domljan (Imotski, 14. rujna 1932. – Zagreb, 5. rujna 2020.), povjesničar umjetnosti, leksikograf i političar te predsjednik prvoga saziva višestranačkog Sabora (tada Socijalističke Republike Hrvatske) od 30. svibnja 1990. do 2. kolovoza 1992. U trećem sazivu Hrvatskog sabora djelovao je kao potpredsjednik zastupničkog doma.

## Vanjske poveznice
- Profil na službenim stranicama Hrvatskog sabora